# Барч, Рудольф Ханс
Рудольф Ханс Барч (нем. Rudolf Hans Bartsch); 11 февраля 1873, Грац — 7 февраля 1952, там же) — австрийский писатель и военный офицер. Он шесть раз номинировался на Нобелевскую премию по литературе.

## Биография
Рудольф Ханс Барч писал романы и рассказы, которые, по мнению современных критиков, зачастую прославляли старую Австрию, вызывая у читателя чувство ностальгии по ней. Так исследователь мировой и немецкой литературы Геро фон Вильперт назвал Барча очень плодовитым, некритичным рассказчиком старого австрийского типа с сентиментальными романами и рассказами, милыми и горько-сладкими любовными историями, отличающимися игривым легкомыслием. Его роман о композиторе Франце Шуберте «Грибочек» (нем. Schwammerl), ставший одной из самых успешных австрийских книг до Второй мировой войны, послужил в 1916 году основой для оперетты «Дом трёх девушек» (нем. Das Dreimäderlhaus) композитора Генриха Берте, которая также была несколько раз экранизирована.
В поэме «Осенний хор Пану» Барч адаптировал к современным реалиям древний миф о Пане и смене времён года, которая в его произведении служит аллегорией быстротечности жизни и смены её циклов. Эта поэма получила большую известность, когда в январе 1911 года была положена на музыку Йозефом Марксом, в то время бывшего одним из самых популярных песенных композиторов Австрии. Эта одноактная кантата для смешанного хора, хора мальчиков, органа и большого оркестра стала первым оркестровым произведением, написанным Марксом. В июне 2008 года «Осенний хор Пану» был записан Симфоническим оркестром и хором Би-би-си под руководством Йиржи Белоглавека вместе с другими хоровыми произведениями Йозефа Маркса для британского лейбла Chandos Records.
Улицы в честь Барча были названы в его родном городе Грац, а также в Лайбнице и Мурэкке. Он также является почётным гражданина Граца с 1952 года.

## Романы
- Zwölf aus der Steiermark, 1908
- Elisabeth Kött, 1909
- Schwammerl, 1912
- Das deutsche Leid, 1912
- Die Geschichte von der Hannerl und ihren Liebhabern, 1913
- Der letzte Student, Ullstein, Berlin 1913
- ER. Ein Buch der Andacht, 1915
- Der Flieger, 1915
- Frau Utta und der Jäger, 1915
- Lukas Rabesam, 1917
- Der junge Dichter. Roman, 1918
- Heidentum. Die Geschichte eines Vereinsamten, 1919
- Ewiges Arkadien!, 1920
- Seine Jüdin oder Jakob Böhmes Schusterkugel, 1921
- Ein Landstreicher, 1921
- Die Haindlkinder
- Das Tierchen. Die Geschichte einer kleinen Grisette, 1922
- Die Salige
- Venus und das Mädchengrab. Liebesgeschichte eines Sonderlings, 1926
- Die Verliebten und ihre Stadt, 1927
- Die Apotheke zur blauen Gans. Roman aus seltsamem Grenzland, 1928
- Wild und frei. Thema mit Variationen, 1928
- Der große alte Kater. Eine Schopenhauer-Geschichte, 1929
- Die Verführerin. Eine Wiener Geschichte, 1930
- Der große und der kleine Klaus, 1931
- Das Lächeln der Marie Antoinette, 1932
- Ein Deutscher. Zsgestellt aus Fragmenten der Erinnergen des Christoph Magnus von Raithenau, 1933
- Der große Traum der kleinen Wienerin. Eine heitere Staatsaktion, 1936
- Brüder im Sturm, 1940
- Wenn Majestäten lieben, 1949

## Рассказы и новеллы
- Bittersüße Liebesgeschichten, 1910
- Vom sterbenden Rokoko, 1913
- Unerfüllte Geschichten
- Frauen. 3 Novellen, 1918
- Musik. 3 Novellen, 1923
- Novellen, 1924
- Histörchen, 1925

## Пьесы
- Ohne Gott. Die Tragödie einer Mutter, 1915
- Fernes Schiff. 3 Akte (6 Bilder) aus dem Leben des großen Kolonisators John Smith, 1934

## Эссе
- Das Glück des deutschen Menschen, 1927